# Trégonneau
Trégonneau é uma comuna francesa na região administrativa da Bretanha, no departamento Côtes-d'Armor. Estende-se por uma área de 6,37 km². Em 2010 a comuna tinha 585 habitantes (densidade: 91,8 hab./km²).